# 瓦林正頼
瓦林 正頼（かわらばやし まさより）は、室町時代後期から戦国時代にかけての武将。瓦林政頼とも。また、河原林とも。細川氏の家臣。瓦林城城主。対馬守。
弟に、吹田又五郎、瓦林四郎次郎がいる。子に六郎四郎春綱がいる。

## 略歴
瓦林氏は摂津国武庫郡付近の国人であり、摂津国守護であった細川氏に仕えていた。
永正5年（1508年）、摂津国守護となった細川高国に従い、各地を転戦する。
一方で、灘を拠点としていた瓦林出雲守は細川澄元に従って四国に逃れており、その一族とされる瓦林足高は一貫して澄元派として行動している。
永正8年（1511年）、正頼は高国の命により鷹尾城を築城したが、赤松義村に攻められ、伊丹城へ退却した（芦屋河原の合戦）。
永正13年（1516年）、自らの拠点として越水城を築いた正頼は鷹尾城を奪還する。その後も、高国と細川澄元との戦いに高国方として武功を立てた。
永正16年（1519年）10月、細川澄元方の池田三郎五郎が守る有馬郡田中城を攻めるが、敗北した。その後、阿波国から侵攻してきた澄元に越水城を包囲された。細川高国が救援に赴いたが、勝敗がつかなかった（武庫川合戦）。
永正17年（1520年）2月3日の夜半、同城が落城し、高国は近江国に逃れた。同年11月14日、高国から謀反の疑いを掛けられ、自害を命ぜられた。

## 関連文献
- 近藤瓶城 編「別記第百十五 瓦林政頼記」『史籍集覧』 第十三冊《別記類 第二》、近藤圭造 編集・校訂（改定）、近藤出版部、1906年9月15日。NDLJP:1920348/64。